# Kościół San Carlo alle Quattro Fontane
Kościół San Carlo alle Quattro Fontane (św. Karola przy Czterech Fontannach) w Rzymie został zaprojektowany przez czołowego przedstawiciela dojrzałego baroku rzymskiego – architekta Francesco Borrominiego.

## Architektura
Świątynia jest zbudowana w układzie centralno-podłużnym. Nawę główną, która ma rzut zbliżony do elipsy, okalają nieregularne kaplice i zakrystia. Kopuła charakteryzuje się geometrycznym wzorem z oknami otoczonymi fantazyjnymi ornamentami.
Fasada kościoła wychodzi na dość wąską ulicę, co uniemożliwiałoby obejrzenie jej w całości. Borromini znalazł rozwiązanie tego problemu stosując falistą fasadę. W każdym poziomym paśmie fasady jest zachwiany rytm falowania, co pozwala na jej dokładne obejrzenie. Fantazyjny fryz rozdziela fasadę na pół, natomiast pion wyznaczają kolumny. Na fryzie znajduje się napis "IN HONOREM SS TRINITAIS ETD CAROLI M DC LXVII", co znaczy "Na cześć Świętej Trójcy i Karolowi, 1667 r."

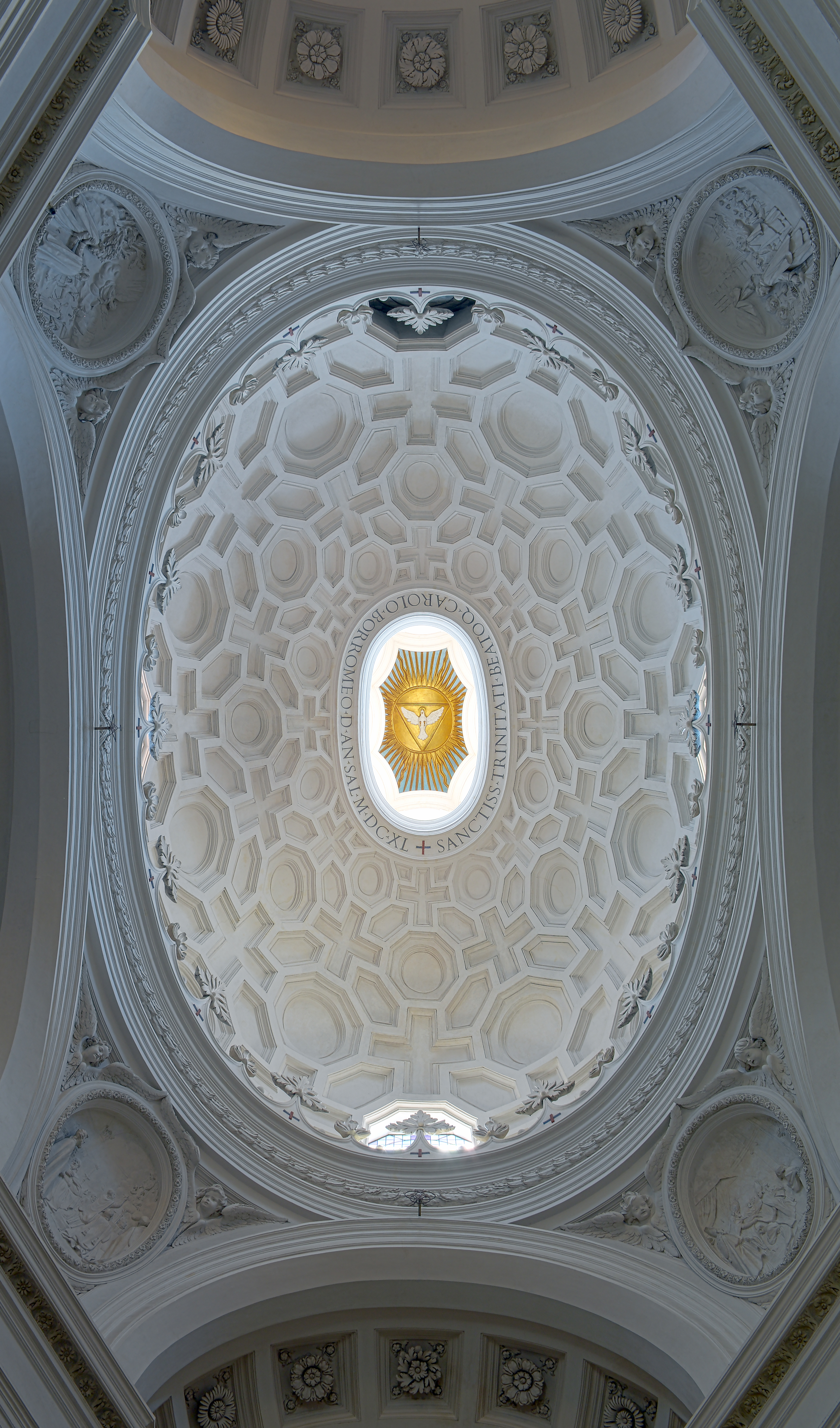
Wnętrze kopuły
Plan kościoła
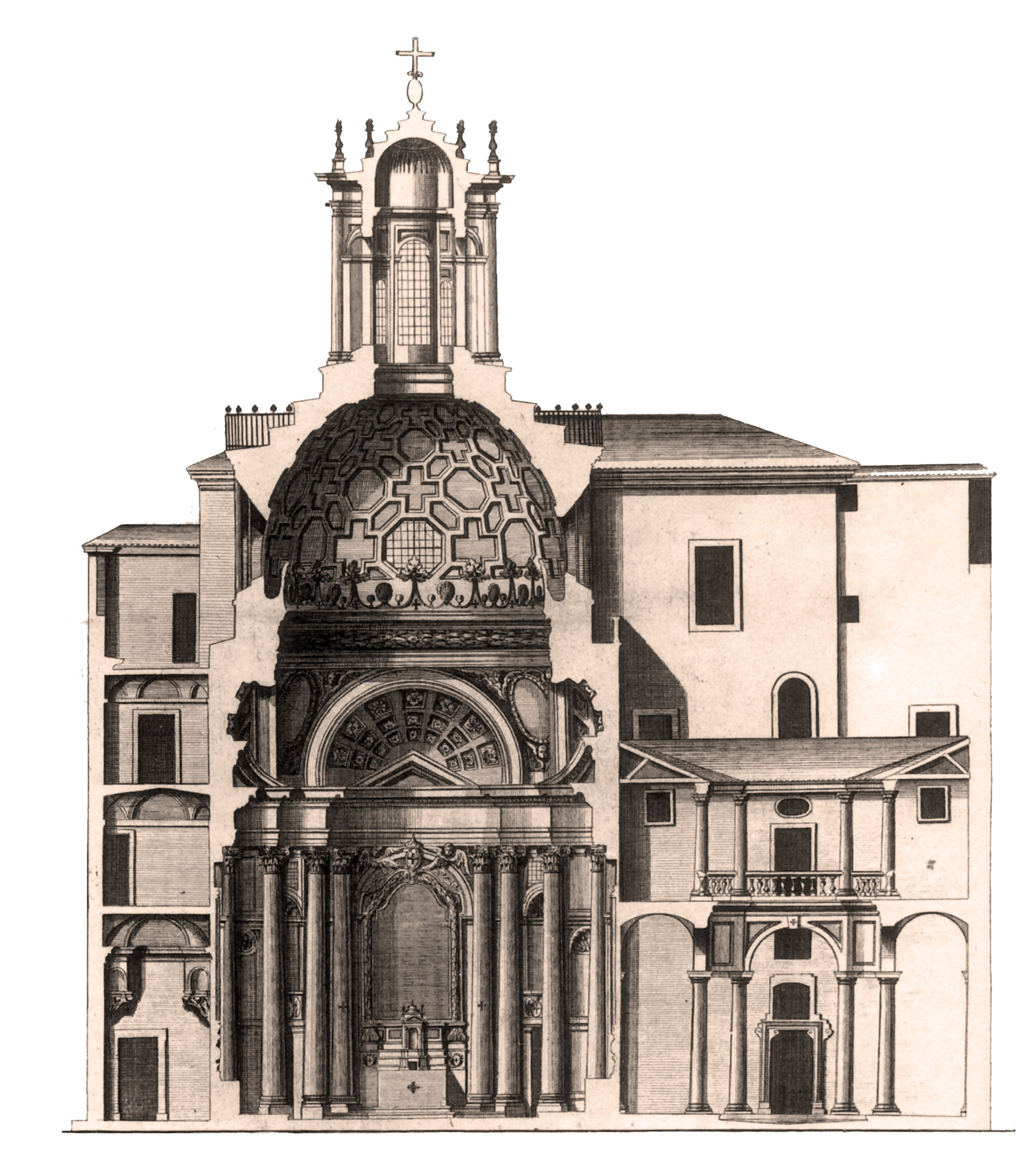
Przekrój kościoła